# Paraska Plytka-Horytsvit
Paraska Plytka-Horytsvit (en ucraniano: Горицвіт — мистецький псевдонім, 1927–1998) fue una artista, escritora, escritora folkrórica, filósofa, científica folklórica, etnógrafa y dialectóloga hutsul ucraniana. Era conocida como el «Homero Hutsul» (del ucraniano, «Гомер Гуцульщини»).

## Biografía

### Primeros años de vida
Su padre era Stefan Plytka, un herrero del distrito de Kosiv, un hombre culto que conocía varios idiomas. Su madre era Hanna, tejedora y bordadora. Más tarde la familia se trasladó a Krivorivnya. Se graduó de cuatro clases de la escuela, pero gracias a su padre aprendió diferentes idiomas (incluido el alemán), por lo que durante la Segunda Guerra Mundial trabajó como traductora.
En 1943 asistió a la universidad en Alemania. En lugar de estudiar, tuvo que ser doncella en una familia alemana, trabajo en el que sufrió humillaciones. Después de regresar a Krivorivnya, se unió al movimiento de liberación nacional, ayudando a los insurgentes a conseguir comida y ropa.

### Exilio
En invierno de 1945 miles de jóvenes convictas de Ucrania occidental fueron enviadas a Siberia como prisioneras consideradas «enemigas del estado». «En lugar de ropa de abrigo nos dieron los abrigos de los ejecutados, cubiertos de sangre». Sufrió congelación en los pies y tuvo que permanecer en el hospital de la prisión. Tuvo que usar muletas durante casi 5 años. Después de 1947 estuvo en prisión en Savior (Kazajstán).
En prisión conoció a un joven artista georgiano, con quien mantuvo la comunicación por correspondencia y de quien se enamoró. Paraska envió a casa una carta con su dirección, pero sus padres no aprobaron la relación y su padre destruyó sus cartas, haciendo que Paraska perdiera el contacto con el artista. Al regresar a casa, no pudo perdonar a su padre y vivió sola. Recordando su amor por la vida, vivió sola desde entonces.

### Regreso a Krivorivnya
A los 27 años Paraska regresó a Krivorivnya. Como había estaba encarcelada, los lugareños le tenían miedo. Paraska comenzó a tomar fotografías de personas y a entregarles sus retratos. Esto le permitió ganarse el respeto de los aldeanos. No hablaba de su vida en prisión porque creía que sus historias sólo traerían dolor a los habitantes del pueblo.
Se involucró en los asuntos públicos, trabajando en la silvicultura y participando en las actividades artísticas del pueblo. Se unió al coro, escribió, dibujó y tomó fotografías. Más tarde se retiró del ojo público y llevó una vida más privada.
Vivió como una asceta, a veces comiendo sólo lo que los aldeanos le traían. Cuando trabajaba, no dejaba entrar ni siquiera al sacerdote en su casa, pues necesitaba plena concentración.

### Década de 1970–1990
A partir de los años 70 dirigió expediciones estudiantiles a los montes Cárpatos. Los estudiantes de Kiev le regalaron una máquina de escribir como regalo de agradecimiento; con la que más adelante escribió sus obras. Paraska esperaba que su trabajo no fuera cuidado después de su muerte, por lo que hizo estuches de papel para proteger sus manuscritos.
Hacia el final de su vida, vivió en la pobreza y casi perdió la vista. Mantuvo un ataúd en su casa para su funeral, con un espacio reservado para la fecha. Fue enterrada en el pueblo de Krivorivnya.

## Carrera

### Prosa
Su obra más conocida se titula Подарунок рідному краєві, (del ucraniano, «Un regalo a la tierra natal») y contiene 46 manuscritos y libros impresos de 500 páginas cada uno, además de decenas de pequeños libritos con ilustraciones propias y encuadernaciones improvisadas.
Compiló un diccionario del dialecto hutsul, escribió historias, cuentos de hadas y una novela fantástica de aventuras, Індійські заграви sobre las aventuras de los hutsules en la India. También escribió diarios.
Una vez que cada libro estuvo listo, Paraska lo diseñó con decoraciones hechas a mano e ilustraciones pintadas. Su primer libro, Старовіцкі повісторькє (romanizado: Starovitski povistorkye), se publicó en 2008, escrito en dialecto hutsul.

### Pinturas
Su obra "Шевченко в Карпатах" se conserva en el museo Kaniv. Decenas de sus obras están dedicadas a Ivan Franko y Lesya Ukrainka. Su serie "Доля гуцулки" cuenta la vida de las mujeres en los Montes Cárpatos y sus picos más altos.

### Poesía
Paraska también escribió poesía. Utilizaba el dialecto hutsul (especialmente en su libro de poesía "Варто мислити" (del ucraniano, "Deberíamos pensar"). Las letras se escribían a máquina en una máquina de escribir y se escribían con letras de colores, poniendo en primer plano un significado adicional. Su poesía, a diferencia de su prosa, trataba principalmente de temas religiosos.

### Fotografía
Comenzó a tomar fotografías en la década de 1970 y continuó hasta su muerte. la mayoría de sus obras se perdieron o dañaron por el tiempo y la humedad debido al poco cuidado de su almacenamiento.
Pocos de los aldeanos conocían la fotografía de Paraska. Nunca exhibió sus fotografías, guardándolas debajo de su cama. Algunas de sus fotografías se encuentraron en un museo en 2015.
Paraska hizo más de 4.000 fotografías. Tomó fotografías de aldeanos y sus hijos, paisajes, sus vacaciones, naturaleza y más. Las fotografías muestran a las mismas personas en diferentes momentos, por ejemplo, una persona siendo primero una niña, luego una mujer y luego una madre. Se presta especial atención a la Pascua, festividad que fotografiaba cada año. Sus fotografías registran la vida de la gente común en los montes de los Cárpatos.

### Películas
- Світ Параски Горицвіт (1992, director – Paul Farenyuk, operador Olexandr Koval)[12]
- Коляда для Параски (2005, Oleh Drach)[13]
- "Піктограма" Портрет села Криворівня (2008)[14]
- Портрет на тлі гір (2018, director Maksym Rudenko)[15]

### Exposiciones
- El Museo Nacional de Literatura de Ucrania, 2010. Pinturas, decoraciones de papel y manuscritos.
- Портрет місця і часу (del ucraniano, «Retraro de un lugar y un tiempo») llevada a cabo por activistas de Ivano-Frankivsk, noviembre de 2016.[16]
- Bienal Nieużytków, Varsovia, diciembre de 2016
- Варто мислити, Museo de Hrushevsky, Kiev
- Paraska Plytka-Horytsvit, Подолання гравітації, Arsenal Mystetskyi, octubre de 2019 - enero de 2020[17]

### Museo
En su casa de Krivorivnya se fundó el museo de Plytka-Horytsvit. Durante sus primeros cinco años, las obras de Paraska no recibieron el mantenimiento adecuado. Más tarde, la exposición creó un catálogo y comenzó a seleccionar el material de forma más sistemática.
En este museo se conservan libros, fotografías y pinturas. El resto se conserva en el museo de Ivan Franko en Krivorivnya, en Verhovyna y en varios otros museos de Ucrania.